# Dieffenbachia galdamesiae
Dieffenbachia galdamesiae är en kallaväxtart som beskrevs av Thomas Bernard Croat. Dieffenbachia galdamesiae ingår i släktet prickbladssläktet, och familjen kallaväxter. Inga underarter finns listade.